# Schronisko Żarskie Drugie
Schronisko Żarskie Drugie – schronisko między południowymi krańcami wsi Żary i północnymi wsi Dubie w województwie małopolskim. Znajduje się w Wąwozie Żarskim w obrębie rezerwatu przyrody Dolina Racławki. Pod względem geograficznym jest to Dolina Racławki na obszarze Wyżyny Olkuskiej będącej częścią Wyżyny Krakowsko-Częstochowskiej.
W lesie zwanym Lasem Pisarskim na lewych zboczach środkowej części Wąwozu Żarskiego znajduje się grupa skał, a w nich Jaskinia Żarska, Jaskinia Żarska Górna oraz schroniska: Schronisko Żarskie Pierwsze, Schronisko Żarskie Drugie, Schronisko Żarskie Trzecie, Schronisko Żarskie Czwarte i Schronisko Żarskie Małe. Nad dnem wąwozu znajduje się Jaskinia bez Nazwy. Prowadzi do nich ścieżka edukacyjna.
Schronisko Żarskie Drugie znajduje się w środkowej części skał. Jego otwory są widoczny ze ścieżki edukacyjnej wiodącej Wąwozem Żarskim.
Jest to niewielkie schronisko. Jego dolny, niski i szeroki otwór znajduje się na tarasie u podstawy skał. Ma postać zacieśniającej się wnęki przechodzącej w ślepy, zawaliskowy korytarzyk. Tuż nad początkową częścią stropu wnęki wznosi się mający postać rury kominek, który na wysokości około 3 m wychodzi drugim otworem w tej samej ścianie skały.
Schronisko powstało w późnej jurze (oksford) w wapieniach skalistych w wyniku zjawisk krasowych oraz wietrzenia skał. Jest suche, przewiewne i oświetlone na całej długości. Na ścianach rozwijają się glony. Brak w nim nacieków, namulisko jest kamienno-piaszczyste z domieszką próchnicy. W dolnym otworze gromadzi się duża ilość liści, dno górnej części jest skaliste.
Miejscowej ludności schronisko znane była od dawna. W literaturze po raz pierwszy wymienia go i zaznacza na mapie Z. Ciętak w 1935 r. W 2008 r. wzmiankują go A. Górny i M. Szelerewicz. W 2017 r. plan schroniska sporządził A. Polonius.

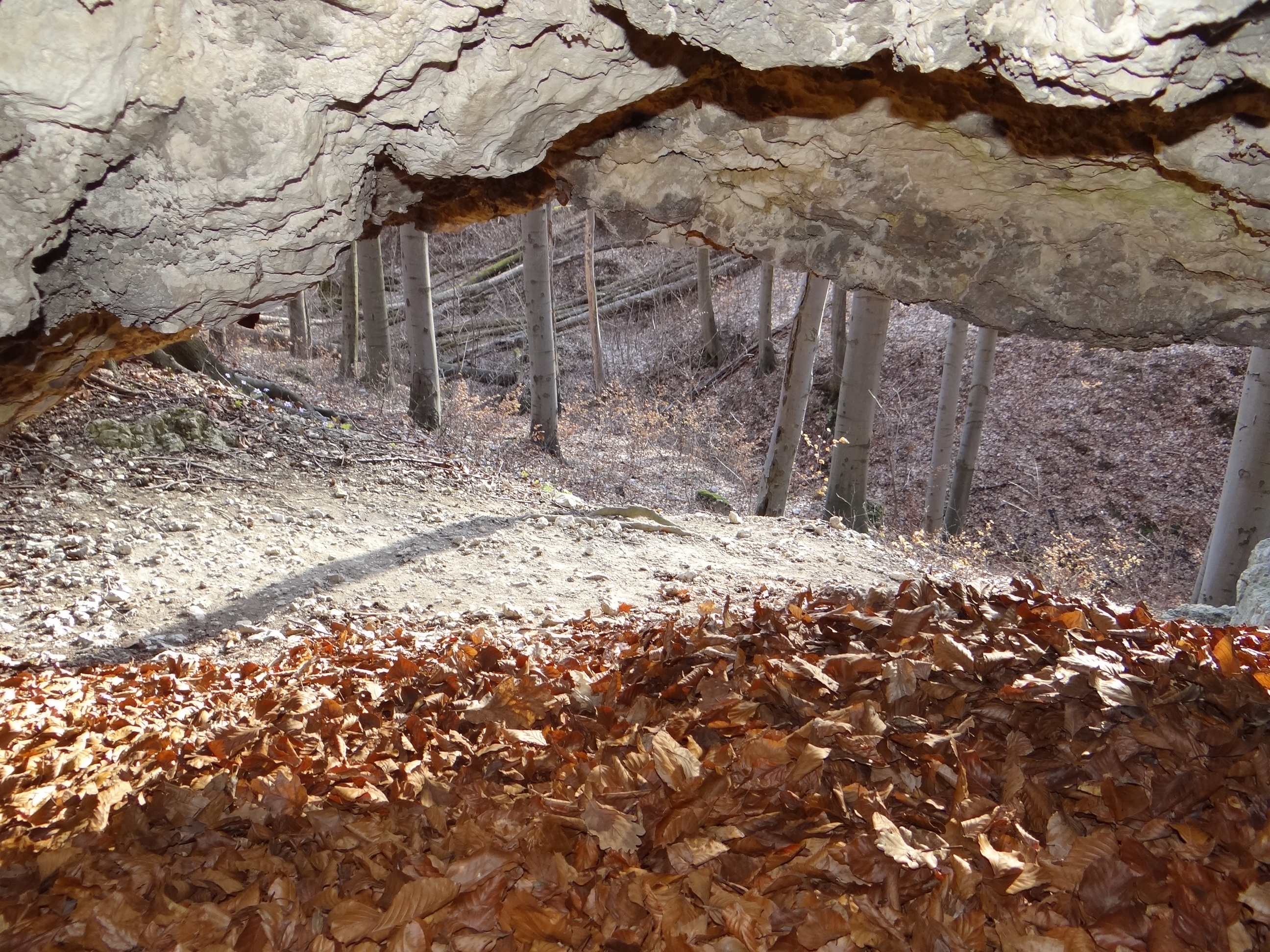
Dolny otwór
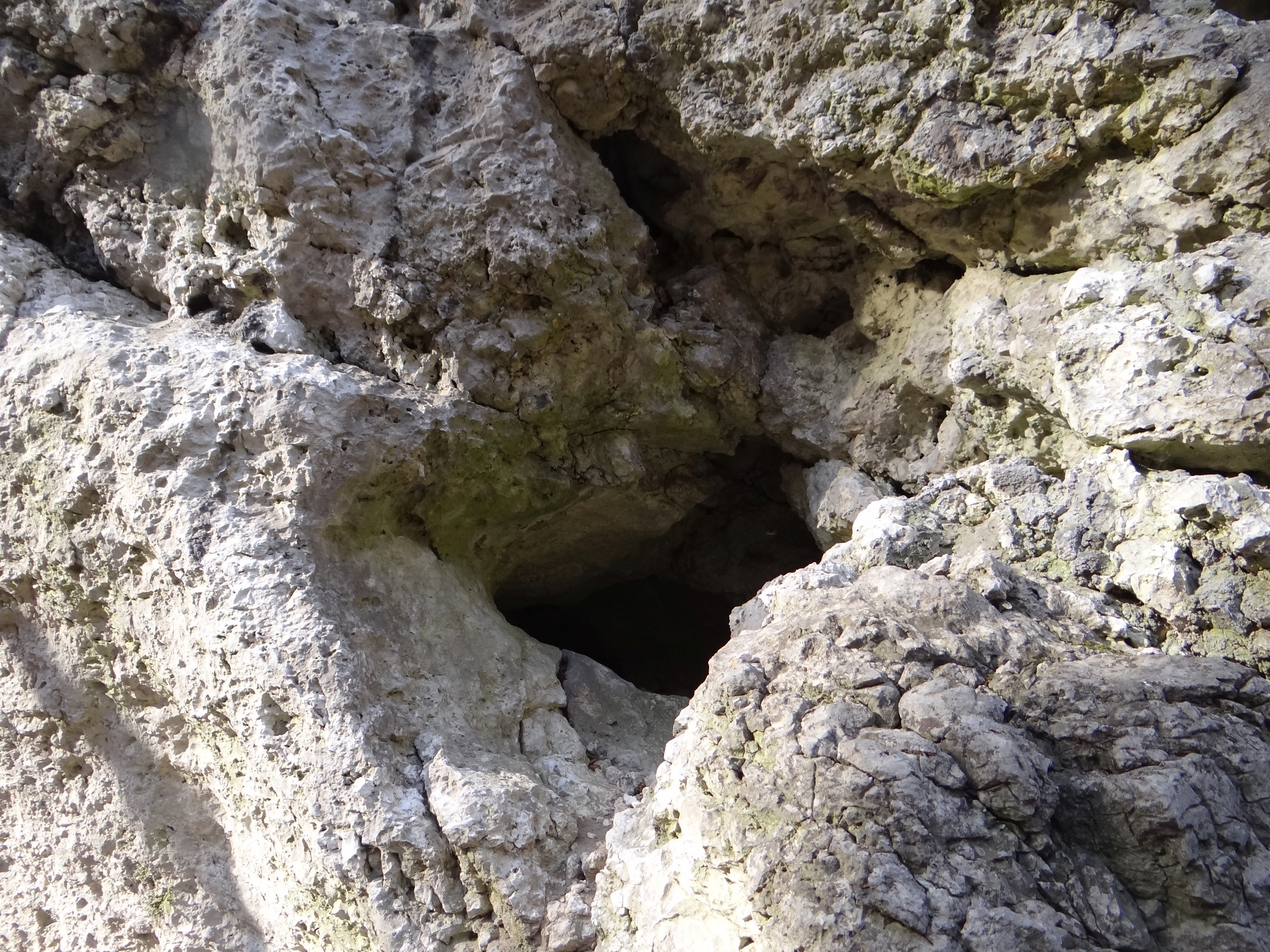
Górny otwór
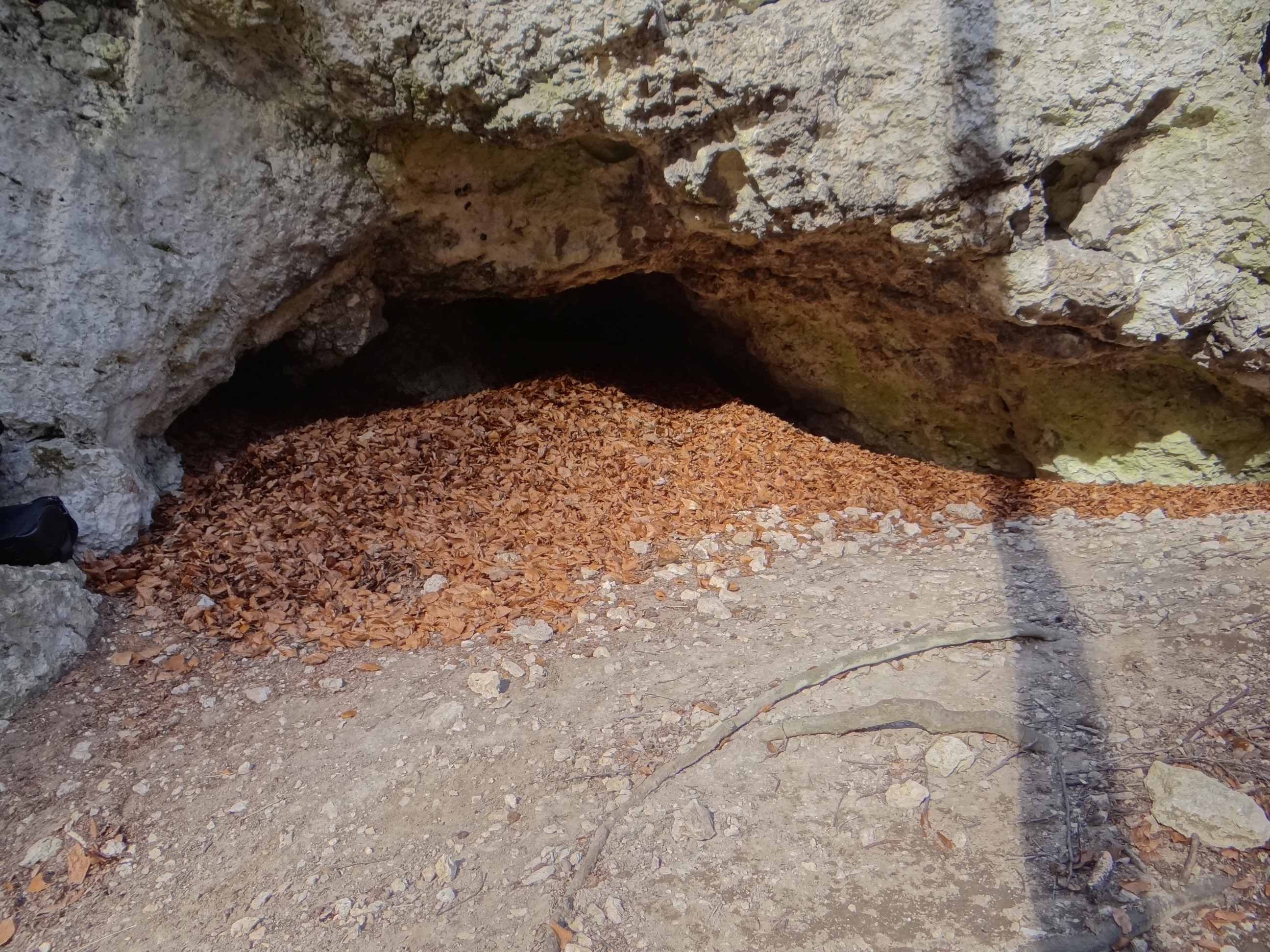
Dolny otwór
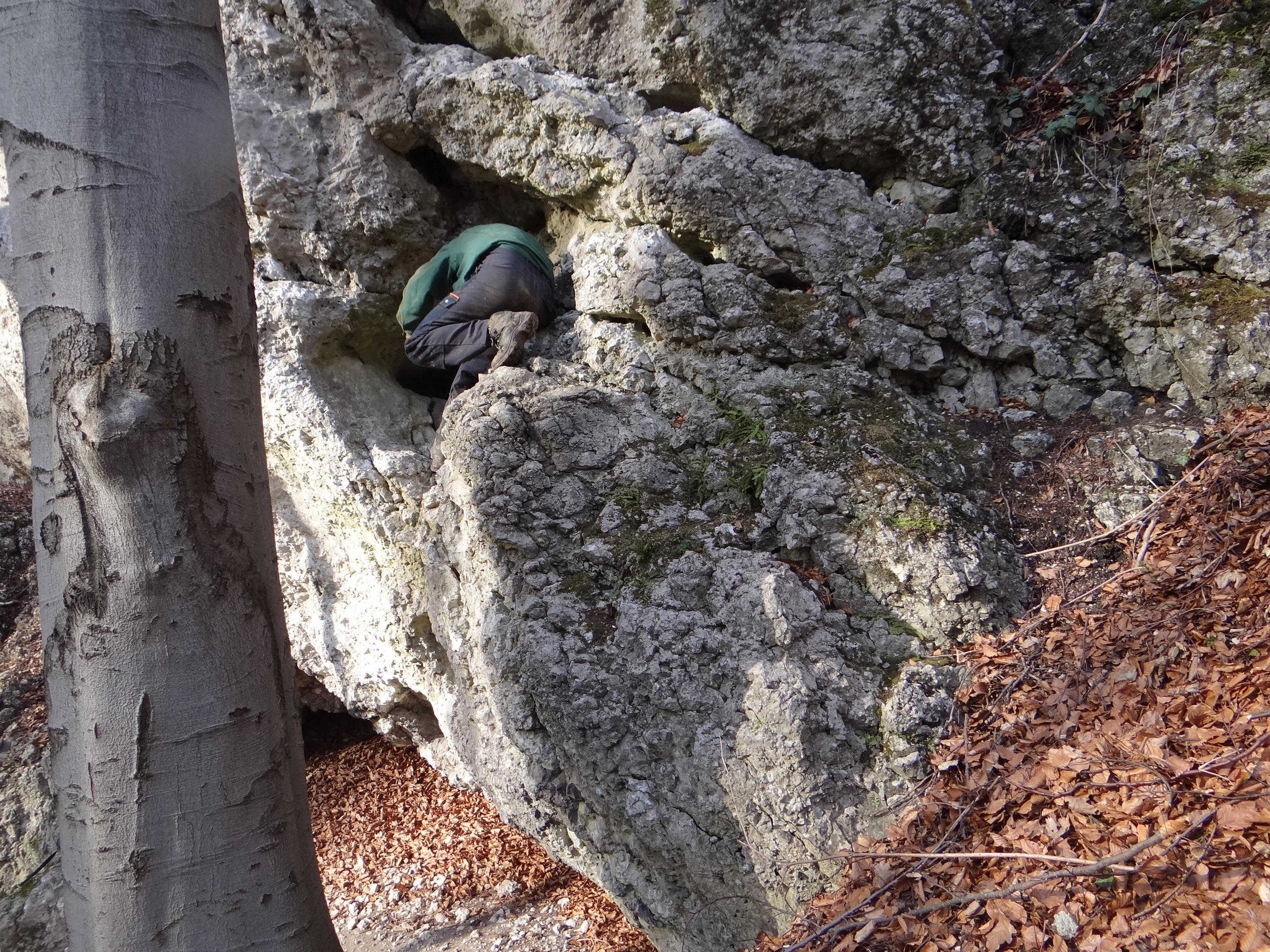
Górny otwór

## Szlak turystyczny
żółta, geologiczna ścieżka dydaktyczna w postaci zamkniętej pętli. Od parkingu w Dubiu Wąwozem Żarskim do Doliny Szklarki i z powrotem (inną trasą). 8 przystanków.